# Gorges de la Pierre-Lys
Les gorges de la Pierre-Lys, aussi appelées défilé de Pierre-Lys, sont des gorges qui se situent dans le massif des Pyrénées, au sud du département de l'Aude. Creusées par le fleuve Aude, elles font partie des gorges de la haute vallée de l'Aude, vallée fluviale très étroite dans sa partie centrale. Ce canyon se caractérise par sa particulière longueur, son étroitesse et des falaises élevées et abruptes.
Elles se situent dans l'ouest du parc naturel régional Corbières-Fenouillèdes.

## Géographie
L'Aude, en dévalant les Pyrénées depuis sa source, dans le Capcir, a taillé dans le calcaire une suite de canyons majestueux, érodant le calcaire à son passage à travers les barres karstiques des Pyrénées comme les gorges de Saint-Georges, mais aussi celles de la Pierre-Lys. Ce canyon de deux kilomètres de longueur, de vingt mètres de large, avec des falaises de plus de 300 m, est le site naturel le plus visité du département de l'Aude[réf. nécessaire]. Régulé par les barrages de Matemale et Puyvalador, le torrent ne s'assagit qu'en aval de Quillan.
Gardées de part et d'autre par les villages de Belvianes-et-Cavirac et Saint-Martin-Lys et passage de la route venant de Quillan permettant l'accès à Axat, ces gorges constituent un site naturel remarquable.

## Histoire

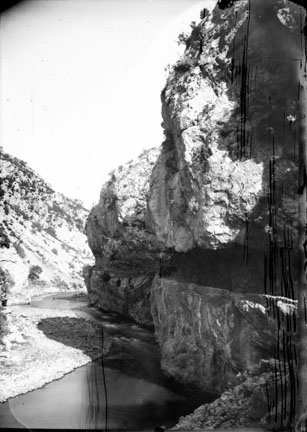
L'ancien chemin routier à flanc de roche, surplombant le cours de l'Aude qui permettait l'accès vers Saint-Martin-Lys.

Les gorges n'étaient franchissables qu'à pied par le cours du fleuve lorsque son niveau était bas et ceci jusqu'à l'époque moderne. La rivière a néanmoins été utilisée au moins depuis le Moyen Âge pour le transport et le commerce du bois par les radeliers ou carassiers (de l'occitan carràs, grand radeau de bois). De nos jours le transport par la route est privilégié, il a largement pris le relai. L'obstacle naturel que constituent les gorges marque la frontière entre le Razès proprement dit, et la région historique de Fenouillèdes.
Le passage du défilé de la Pierre-Lys fut l'œuvre de l'abbé Félix Armand, qui donna lui-même solennellement le premier coup de pic au pied du rocher qui barrait l'entrée de la vallée ; six ans après, en mai 1781, un étroit et tortueux sentier passait déjà à travers cette masse énorme. La Révolution française interrompit la suite des travaux ; mais l'œuvre fut reprise plus tard avec courage, et menée à bonne fin par l'abbé Félix Armand. Le marquis d'Axat fit réaliser à ses frais la partie de la route menant du défilé jusqu'à Axat.

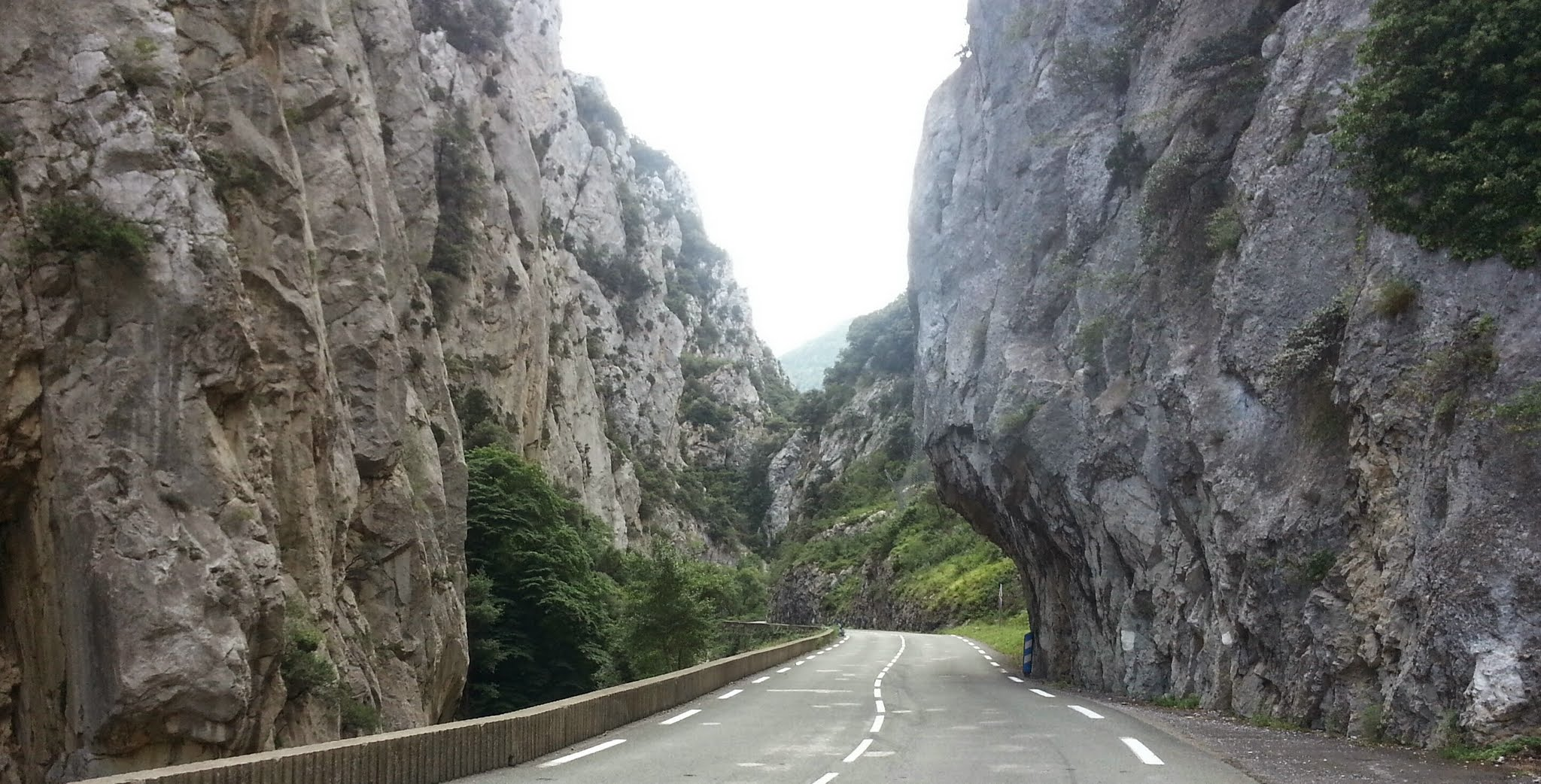
Au cœur du défilé, la route de nos jours

Les quatre vers suivants sont écrits sur le roc, au-dessus du « Trou du curé », du côté de Belvianes :
Arrête, voyageur ! le Maître des humains
A fait descendre ici la force et la lumière ;
II a dit au pasteur : « Accomplis mes desseins ».
Et le pasteur des monts a brisé la barrière.
En 1821, le chemin qui était devenu une route fut classé route départementale et toute une région considérable, riche en forêts, en bestiaux, en fourrages, en sources thermales et minérales, jusqu'alors isolée et comme enfermée, se trouva dès lors en facile communication avec Quillan et le reste du département.
Le 22 mai 1904, à la Pentecôte, est inaugurée une ligne de chemin de fer entre Quillan et Saint-Paul-de-Fenouillet passant par Axat, Saint-Martin-Lys, Belvianes-et-Cavirac et traversant les gorges de la Pierre-Lys.
Le site des gorges, jusqu'après Saint-Martin-Lys, est classé depuis décembre 1946 à l'inventaire des sites.

## Sport
Site privilégié pour la pratique des sports d'eau vive, les gorges de Pierre Lys sont l'un des spots du massif pyrénéen. Cinquante mille personnes pratiquent ici chaque année le rafting, la nage en eau vive et le kayak. 	

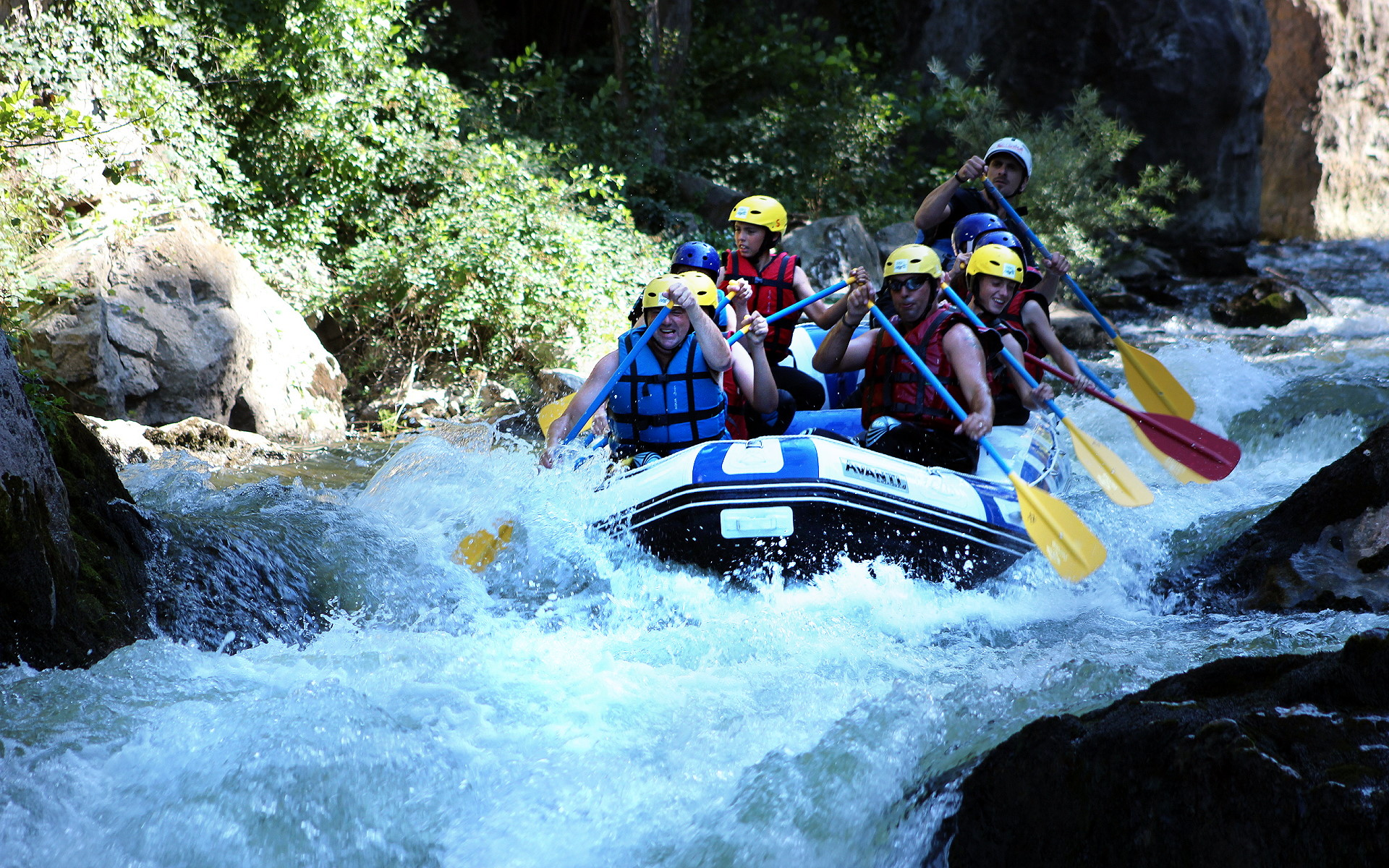
Rafting.
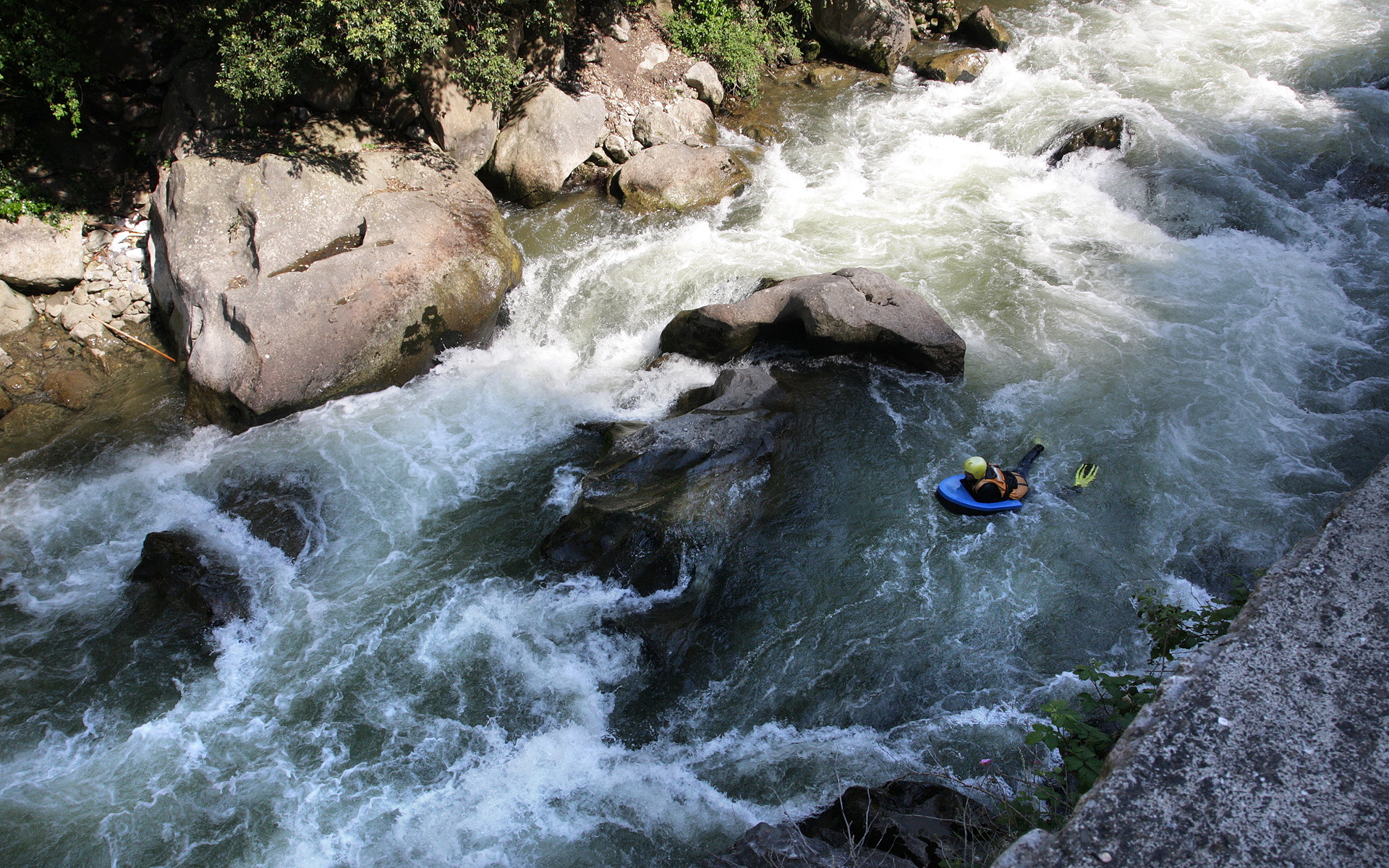
Nage en eau vive.

Ces gorges sont aussi un site privilégié d'escalade au rocher ou en grandes voies.
Pour les randonneurs, un sentier relie le village de Belvianes au Belvédère du Diable qui surplombe le canyon.